# باول إف. سميث
باول إف. سميث (بالإنجليزية: Paul F. Smith)‏ هو عسكري أمريكي، ولد في 15 نوفمبر 1915 في تونتون في الولايات المتحدة، وتوفي في 20 أكتوبر 2014 في Viera, Florida ‏ في الولايات المتحدة.